# Roussey Frères
Roussey Frères war ein französischer Hersteller von Fahrrädern, Motorrädern und Automobilen.

## Unternehmensgeschichte
Peter und Paul Roussey gründeten 1931 das Unternehmen. Standort war am Quai de Belfort 15–17 in Dijon. Die Produktion von Fahrrädern und Motorrädern begann. Später war das Unternehmen an der Rue Baudreuil 19 in Meudon ansässig. Zwischen 1948 und 1950 entstanden Automobile. Der Markenname lautete Roussey. 1956 endete die Produktion.

## Fahrzeuge

### Zweiräder
Zwischen 1931 und 1934 entstanden Motorräder mit zugekauften Einbaumotoren von Aub, Chaisse und Staub mit 100 cm³ bis 500 cm³ Hubraum. Ab 1948 wurde ein Einzylindermotor mit 50 cm³ Hubraum gefertigt, der als Hilfsmotor an Fahrräder montiert werden konnte. Das Getriebe verfügte über zwei Gänge. 1952 folgte ein Motorroller mit Einrohrrahmen.

### Automobile
Das einzige Modell war eine zweitürige, viersitzige Limousine, die sowohl im Oktober 1948 als auch im Oktober 1949 auf dem Pariser Automobilsalon präsentiert wurde. Für den Antrieb sorgte ein luftgekühlter Zweizylinder-Zweitaktmotor mit 700 cm³ Hubraum. Das Fahrzeug verfügte über Frontantrieb. Das Getriebe hatte vier Gänge. Nur wenige Fahrzeuge wurden verkauft. Laut einer Quelle ging es nicht in Serienproduktion. Eine andere Quelle gibt an, dass es ein Einzelstück blieb.